# Равнины Армении

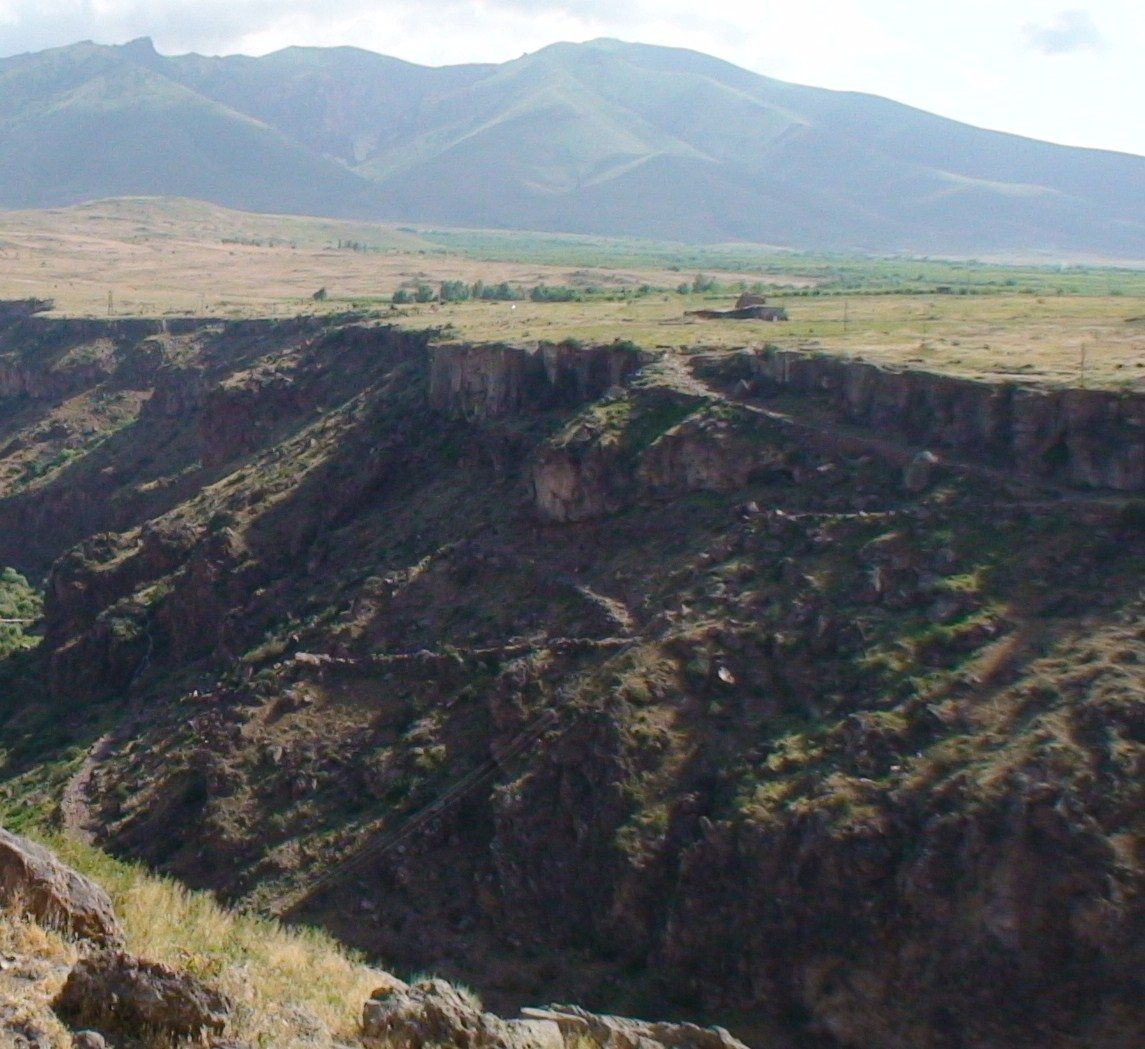
Типичные для Армении плато

На территории Армении равнинные места достаточно редки. Чаще всего они представлены котловинами и вулканическими плато. Общая площадь равнин Армении составляет 4720 км² или 15,5 % её территории, из которых около 3300 км² (70 %) — доля Араратской равнины, 1425 км² (30 %) — всех остальных равнин республики.
Ниже представлены равнины Армении и места их расположения
| Название               | Изображение | Местоположение | Площадь ≈ (км²) |
| ---------------------- | ----------- | --- | --------------- |
| Араратская равнина     |             | Юг области Арагацотн, область Армавир, запад центральной части Котайкской области, запад области Арарат.                                  | 3300            |
| Ширакская котловина    |             | Южная часть области Ширак, котловина окружена с севера Ширакским хребтом, с востока — Памбакским хребтом, с юго-востока — горой Арагац.   | 600             |
| Лорийская котловина    |             | Северо-запад Лорийской области, котловина окружена с запада Кечутским хребтом, с юга — Базумским хребтом, с востока — Сомхетским хребтом. | 325             |
| Масрикская равнина     |             | Юго-восток области Гегаркуник. Равнина расположена к юго-востоку от озера Севан.                                                          | 300             |
| Апаранская котловина   |             | Центральная часть области Арагацотн. Котловина окружена с запада горой Арагац, с востока — Цахкуняцским хребтом, с юга — горой Араилер.   | 80              |
| Шинуайрское плато      |             | Центральная часть области Сюник. Плато расположено близ города Горис.                                                                     | 35              |
| Памбакская котловина   |             | Юго-запад области Лори. Котловина окружена хребтами (с севера Ширакским хребтом).                                                         | 31              |
| Ашоцкская равнина      |             | Север области Ширак, близ села Ашоцк | 25              |
| Агстевская котловина   |             | Юго-восток области Лори. Котловина окружена с севера Халабским, с юга — Памбакским хребтом                                                | 10              |
| Ванадзорская котловина |             | Юго-запад области Лори. Котловина окружена с севера Базумским, с юга — Памбакским хребтом.                                                | 8               |
| Арташенская равнина    |             | Центральная часть области Сюник. Равнина расположена близ города Горис.                                                                   | 6               |
| Сисианская равнина     |             | Центральная часть области Сюник. На территории города расположен город Сисиан                                                             | 4,5             |

Также равнинные места в Армении расположены:
- К западу и югу от озера Севан. Равнина простирается вдоль береговой линии на протяжении около 70 км, ширина составляет 2-3 км.
- К юго-востоку от озера Арпи.
- Небольшие равнинные участки встречаются в долинах рек.

Равнины в Армении являются важнейшими участками земли, они играют большую роль в сельском хозяйстве страны.